# سفير (أسطورة آرثر)

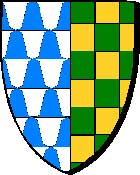

السيد سفير (بالإنجليزية: Sir Safir)‏ هو فارس من فرسان المائدة المستديرة وأصغر أبناء الملك العربي إسكلابور في أسطورة آرثر. كل من إخوته، سيغواريديس وبالاميداس، ينتميان أيضاً إلى المائدة المستديرة. وهو فارس شجاع ومخلص كان له شعبية في وقته إلى حد ما، ظهر في نثر تريستان وموت آرثر للسير توماس مالوري. اسمه مدرج على مائدة وينشستر المستديرة.
ظهر سفير في العديد من أعمال الأدب الآرثري، عادة جنب إلى جنب مع شقيقه بالاميديس. وفي إحدى الحوادث، يتخفى سفير تحت قيادة السير إكتور دي ماريس ويقاتل مع السير هيليور لو بريوس. يهزمه ويفوز بآنسة السيد اسبنوجر. متعهداً بالدفاع عن شرف الآنسة، يصل السير بالاميديس إلى مكان الحادث، ويتبارز بالسيف مع سفير، ولا يدرك بأنه أخاه. بعد قتال لمدة ساعة، يتعجب كلاهما ببراعة ومهارة الآخر، ويقرران أن يكشفا عن هويتهما. ينهار سفير بعد أن يجد بأنه كان يتقاتل مع أخيه ويطلب من بالاميديس المغفرة. معاً، يعيدون الآنسة إلى السيد اسبنوجر.
على الرغم من أنه هو الأخ الأصغر، إلى أن سفير تحول إلى المسيحية في وقت ما قبل بالاميديس. عندما يتم كشف العلاقة بين لانسلوت وجينيفر، ينضم كل من سفير وبالاميديس إلى فريق لانسلوت في الحرب الأهلية التي تلت ذلك بين لانسلوت والملك آرثر. عندما يتم نفيهم إلى وطن لانسلوت في بلاد الغال، يصنع السفير دوق لانغيدوك بينما يصبح بالاميديس دوق بروفنس.